# Jean-Claude Pressac
Jean-Claude Pressac (3 marzo 1944 – 23 luglio 2003) è stato uno storico e farmacista francese.

## Biografia
Indirizzato dalla propria famiglia alla carriera militare, frequenta, fino all'età di 18 anni, l'Ecole militaire la Flèche. Abbandonata la carriera militare, si iscrive alla Facoltà di Farmacia e si laurea nel 1971, iniziando ad esercitare la professione di farmacista del paese di Ville du Bois, nei pressi di Parigi. Appassionato fin da ragazzo di storia della Seconda guerra mondiale, si avvicina allo studio del nazismo e dell'Olocausto da filorevisionista, influenzato dalle teorie del negazionista francese Robert Faurisson.
Pur partendo da un atteggiamento scettico nei confronti dell'esistenza delle camere a gas, lo studio meticoloso di una mole impressionante di documenti, fino a quel momento ignoti, lo porta a virare verso posizioni radicalmente opposte a quelle negazioniste. Gli studi scientifici e in particolare la conoscenza della chimica,  gli permettono di comprendere a fondo le tecniche di sterminio mediante gas velenosi e di cremazione dei cadaveri nei forni crematori, così da confutare  i tentativi di negazione dell'Olocausto compiuti da Faurisson coadiuvato da Fred Leuchter, autore di una nota perizia, Leuchter Report, che nell'intento dell'autore avrebbe dovuto dimostrare l'mpossibilità tecnica dell'esistenza delle camere a gas nei campi di sterminio nazisti.
Il primo lavoro nel quale affronta tale questione è Auschwitz. Technique and operation of the gas chambers, un'opera di grande complessità, pubblicata negli Stati Uniti nel 1989; successivamente, nel 1993, integra lo studio precedente con Les Crématoires d'Auschwitz. La machinerie du meurtre de masse, che si avvarrà della possibilità offerta dall'apertura degli archivi dell'ex Unione Sovietica. Muore di infarto a soli 59 anni. I suoi studi costituiscono  un riferimento fondamentale e imprescindibile per la storiografia dell'Olocausto.

## "Riduzionismo" e "cripto-revisionismo"
Non mancarono peraltro, nei suoi confronti, accuse di "cripto-revisionismo" e di "riduzionismo" (Francziszek Piper, Die Zahl der Opfer von Auschwitz, Verlag Staatliches Museum in Oświęcim, 1993, p. 202). Egli, in effetti, sulla base di valutazioni tecniche, ridusse le stime delle vittime dei campi di sterminio.